# خوسيه لويس غرانادوس
خوسيه لويس غرانادوس (بالإسبانية: José Luis Granados) هو لاعب كرة قدم فنزويلي، ولد في 22 أكتوبر 1986 في فاليرا في فنزويلا. شارك مع منتخب فنزويلا تحت 20 سنة لكرة القدم ومنتخب فنزويلا لكرة القدم. أما مع النوادي، فقد لعب مع ديبورتيفو تاشيرا ومينيروس دو غويانا.

## وصلات خارجية
- خوسيه لويس غرانادوس على موقع قاعدة بيانات كرة القدم.إي يو (الإنجليزية)
- خوسيه لويس غرانادوس على موقع ناشيونال فوتبول تيمز (الإنجليزية)
- خوسيه لويس غرانادوس على موقع Soccerway.com (الإنجليزية)